# Rajko Tanasković
Rajko Tanasković, srbski general, * 3. oktober 1917, † 14. julij 1984.

## Življenjepis
Tanasković, častnik VKJ, se je leta 1941 pridružil NOVJ in KPJ; med vojno je bil med drugim poveljnik Cankarjeve brigade, 15. divizije, 7. korpusa in načelnik Operativnega oddelka GŠ NOV in PO Slovenije.
Po vojni je bil načelnik štaba armade, načelnik uprave v GŠ JLA, načelnik VVA JLA, poveljnik Glavnega štaba ljuudske obrambe Srbije,...